# Académie des Beaux-Arts de Binche
Pour les articles homonymes, voir Académie des beaux-arts.
L'Académie des beaux-arts et des arts décoratifs de Binche fut créée en 1915 par les peintres Louis Buisseret, René Mallet et Dubois, tous membres du cercle L'Aurore.